# Kathryn Newton
Kathryn Love Newton (Orlando, 8 febbraio 1997) è un'attrice statunitense.

## Biografia
Kathryn Newton nasce ad Orlando, in Florida, figlia unica di David Newton e Robin Newton, ex pilota di linea. Comincia la sua carriera d'attrice all'età di quattro anni, debuttando nella soap opera La valle dei pini, interpretando Colby Marian Chandler dal 2001 al 2004. Nello stesso periodo recita inoltre in due cortometraggi: Abbie Down East (2002) e Bun-Bun (2003). Nel 2008 viene scelta per il ruolo di Louise Brooks nella serie televisiva della CBS Provaci ancora Gary, con il quale si aggiudica uno Young Artist Award per la "miglior attrice non protagonista in una serie tv commedia o drammatica". Nel 2011 prende parte alla commedia Bad Teacher - Una cattiva maestra, in cui recita al fianco di Cameron Diaz. Nel 2012 è protagonista della pellicola horror Paranormal Activity 4, con il quale si aggiudica uno Young Artist Award per la "miglior attrice protagonista in un film". Dal 2014 ha avuto un ruolo ricorrente nella serie Supernatural, interpretando Claire Novak.
Nel 2017 prende parte alla serie HBO Big Little Lies - Piccole grandi bugie, al fianco di Reese Witherspoon, Nicole Kidman, Shailene Woodley, Laura Dern e Meryl Streep, con il quale ottiene una candidatura ai Screen Actors Guild Award. Lo stesso anno appare nei film acclamati dalla critica Lady Bird e Tre Manifesti a Ebbing, Missouri. Nel 2019 è protagonista assieme a Ryan Reynolds e Justice Smith del film basato sull'omonimo videogioco Pokémon: Detective Pikachu. Nello stesso anno ricopre il ruolo della protagonista nella serie Netflix The Society. La serie è stata poi cancellata dopo una stagione. Nel 2020 recita nel film horror Freaky, assieme a Vince Vaughn. Nel 2021 appare nel film sentimentale La mappa delle piccole cose perfette. Nel 2023 ha debuttato nel Marvel Cinematic Universe, vestendo i panni di Cassie Lang (alias Stature) nel film Ant-Man and the Wasp: Quantumania.

## Vita privata
È anche un'ottima giocatrice di golf. La sua passione per questo sport comincia alla tenera età di 8 anni.

## Filmografia

### Attrice

#### Cinema
- Bad Teacher - Una cattiva maestra (Bad Teacher), regia di Jake Kasdan (2011)
- Paranormal Activity 4, regia di Henry Joost e Ariel Schulman (2012)
- The Martial Arts Kid, regia di Michael Baumgarten (2015)
- Mono, regia di Jarrett Lee Conaway (2016)
- Lady Bird, regia di Greta Gerwig (2017)
- Tre manifesti a Ebbing, Missouri (Three Billboards Outside Ebbing, Missouri), regia di Martin McDonagh (2017)
- Giù le mani dalle nostre figlie (Blockers), regia di Kay Cannon (2018)
- Ben is Back, regia di Peter Hedges (2018)
- Pokémon: Detective Pikachu, regia di Rob Letterman (2019)
- Freaky, regia di Christopher Landon (2020)
- La mappa delle piccole cose perfette (The Map of Tiny Perfect Things), regia di Ian Samuels (2021)
- Ant-Man and the Wasp: Quantumania, regia di Peyton Reed (2023)
- Lisa Frankenstein, regia di Zelda Williams (2024)
- Abigail, regia di Matt Bettinelli-Olpin e Tyler Gillett (2024)

#### Televisione
- La valle dei pini (All My Children) – serial TV, puntate 8380-8563 (2002-2003)
- Provaci ancora Gary (Gary Unmarried) – serie TV, 36 episodi (2008-2010)
- Mad Men – serie TV, episodio 6x12 (2013)
- Dog with a Blog – serie TV, episodi 2x05-2x08-2x10 (2013-2014)
- Supernatural – serie TV, 6 episodi (2014-2018)
- Errore fatale (The Maid) – film TV, regia di Darin Scott (2016)
- Halt and Catch Fire – serie TV, 10 episodi (2016-2017)
- Big Little Lies - Piccole grandi bugie (Big Little Lies) – serie TV, 14 episodi (2017-2019)
- Piccole donne (Little Women), regia di Vanessa Caswill – miniserie TV (2017)
- The Society – serie TV, 10 episodi (2019)

#### Cortometraggi
- Abbie Down East, regia di Ellen-Alinda Verhoeff (2002)
- Bun-Bun, regia di Katie Fleischer (2003)

#### Videoclip
- Goodbyes di Post Malone feat. Young Thug, regia di Colin Tilley (2019)

## Riconoscimenti
Critics' Choice Super Awards
- 2021 – Candidatura per la miglior attrice in un film horror per Freaky
- 2021 – Candidatura per il miglior cattivo in un film per Freaky

Screen Actors Guild Award
- 2020 – Candidatura per il miglior cast in una serie drammatica per Big Little Lies - Piccole grandi bugie

## Doppiatrici italiane
Nelle versioni in italiano, Kathryn Newton è stata doppiata da:
- Veronica Benassi in Big Little Lies - Piccole grandi bugie, Giù le mani dalle nostre figlie, Ant-Man and the Wasp: Quantumania, Doctor Odyssey
- Emanuela Ionica in Piccole donne, Pokémon: Detective Pikachu, Abigail
- Margherita De Risi in Freaky, La mappa delle piccole cose perfette
- Monica Volpe in Tre manifesti a Ebbing, Missouri
- Ilaria Orlando in Bad Teacher - Una cattiva maestra
- Roisin Nicosia in The Society
- Valentina Favazza in Paranormal Activity 4
- Vittoria Bartolomei in Lady Bird
- Joy Saltarelli in Ben is Back
- Claudia Mazza in Provaci ancora Gary
- Erica Necci in Supernatural
- Martina Tamburello in Halt and Catch Fire